# Esperança Castell i Rodríguez
Esperança Castell i Rodríguez (Sant Adrià de Besòs, 10 d'agost de 1951) és una psicoanalista i poeta catalana.
Viu a Cerdanyola del Vallès des de mitjan anys setanta. És doctora en medicina i psicoanalista de professió. Col·labora periòdicament a la Revista Catalana de Psicoanàlisi, on publica articles des del 2001. En el seu àmbit laboral, ha destacat com a responsable de processos formatius en el sistema català de salut.
És activa en el món literari local i participa amb el col·lectiu Vespres literaris de Cerdanyola del Vallès.
En el vessant literari, ha publicat reculls individuals de poemes des del 2011. El primer títol va ser Negre i fil (Montflorit, 2011). D'aquest primer recull, té dos poemes musicats: El Cadí a l'hivern (Música i paraules) i Atzavara. L'han seguit: Flames a la fosca (Meteora, 2013), Arrels a la roca (Meteora, 2016) i Blau argila (Meteora, 2016). També és coautora en d'altres llibres de poesia: Trencadís (Printcolor, 2015), que va escriure amb el grup «7 de cors»; Cadències (Ònix, 2015) i En l'angle de la tarda (Ònix, 2017), amb el grup «enVers». A propòsit de Montserrat Abelló, ha publicat l'article La "meva" Montserrat Abelló (1918-2014) a Monografies de Psicoteràpia, Psicoanàlisi i Salut Mental.
Poemes de diferents reculls han estat traduïts al castellà i publicats a la revista Temas de psicoanálisis.

## Obra
Poesia
- Negre i fil. Montflorit, 2011
- Flames a la fosca. Meteora, 2013
- Trencadís. Printcolor, 2015, coautora amb el grup 7 de cors
- Cadències. Ònix, 2015, coautora amb el grup enVers.
- Arrels a la roca. Meteora, 2016
- Blau argila. Meteora, 2016
- En l'angle de la tarda. Ònix, 2017, coautora amb el grup enVers.
- Mig pa i una flor. Meteora, 2020.
- El dring del sentit. Trípode, 2023.